# 索菲娅·马斯特罗扬尼
索菲娅·马斯特罗扬尼（義大利語：Sofia Mastroianni，2001年8月2日—），意大利女子花样游泳运动员，早年进入Rari Nantes Savona俱乐部。曾获得2023年欧洲运动会集体技术自选、集体自由自选银牌和集体技巧自选铜牌、2023年世界游泳锦标赛集体技术自选银牌。